# 大佐に手紙は来ない
 『大佐に手紙は来ない』は1961年にコロンビアの作家、ガブリエル・ガルシア＝マルケスが出版した短編小説。著者の代表作の一つにも数えることができる、スペインの新聞エル・ムンドが20世紀のスペイン語小説ベスト100の一つとして数えた作品である。
ガルシア＝マルケス本人は、本作を書いた後、これがその他の著作の中でも最も素朴な作品であるとの自覚を表明している。この小説では、話の筋立ての中で頻繁に場面がジャンプしたり、幻想と現実が混在したりといった、他作品で見受けられる彼の特徴は現れない。ガルシア＝マルケスが自ら述べた通り、彼の小説は、来ないものを待つことに対する不安な心情を反映させようとしている。
ガルシア＝マルケスはこの本について「間違いなく、これは私の最高の本だと思っている。また冗談や気まぐれではなく、この『大佐は彼に手紙は来ない』を皆に読んで貰うために、私は『百年の孤独』を書かなければならなかった。」とも述べている。。
小説が出版された後、メキシコの監督アルトゥーロ・リプスタインは、1999年に原作小説と同じタイトルでこの小説を映画化した。

## あらすじ
舞台は1956年、コロンビアでは「暴力の時代」と呼ばれ、政治的混乱とそれに伴うテロリズムが横行していた時代である。
主人公である大佐は千日戦争の退役軍人であり、コロンビア大西洋岸にある小さな村に居を構え、喘息に苦しむ妻と、また自身も胃腸の痛みを抱えながら、貧しい暮らしを送っている。 
大佐は15年もの間、毎週金曜日になると、内戦の退役軍人への恩給支払いの手紙が届いていると信じて郵便局に確かめに行くが、一向に手紙は届かない。他に収入源はなく、恩給を除いた大佐の唯一の経済的希望は、死んだ息子の遺産となった軍鶏であった。大佐が何か月もの間手ずから育ててきた雄鶏で、大佐は1月になったら闘鶏でこの雄鶏を戦わせて、賭けられた金を稼ぐつもりでいた。大佐と妻の二人はその日に飲むコーヒーすら事欠くような状態で、残り少ない蓄えを、軍鶏の餌であるトウモロコシの購入に充てるか否かで口論になる。
大佐が政府に改めて恩給を要求する手紙を出したその日、雄鶏を飼育するためのトウモロコシが尽きてしまう。大佐が残っていた豆を代わりの餌として与えると、妻とまた口論になる。家にある数少ない資産である時計を仕立て屋に売ろうと向かう道中、大佐は亡き息子アグスティンの友人らと出くわし、ヘルマンという青年に軍鶏を譲ることを提案する。ヘルマンらはアグスティンの形見である軍鶏を譲り受けることは拒否し、代わりに、1月に闘鶏が行われるまで軍鶏を養うことを申し出る。
大佐とは対照的に裕福になった知人サバスを訪問すると、900ペソで雄鶏を買い取ると持ち掛けられたが、大佐は決めきれない。帰宅して、妻が結婚指輪をかたに借金しようとしたと知ったとき、ついに軍鶏をサバスに売ることを決断する。改めて赴くと、サバスは400ペソへ値切ってくる。偶然居合わせた医師は、サバスに売ってはいけない、サバスは後程900ペソで雄鶏を売るだろうと、大佐に忠告する。
サバスは旅行に出かけ、戻ってきたときに契約を結ぶことになった。金曜日になると、いつものように郵便局へ向かうが、やはり手紙は届いていなかった。道中、軍鶏を養うと言っていたヘルマンらが軍鶏を勝手に連れ出し、訓練させているのと出くわす。それを見た大佐は雄鶏を取り戻しに割って入るが、周囲に詰めかけた群衆がいかに熱狂的に雄鶏を応援しているのかを目にする。困惑と興奮の中で雄鶏を家へ連れ帰った大佐は、やはり雄鶏は売らないと決断する。
その決断に、大佐はまたも妻と口論になる。妻はもはや少しも金がないこと、また大佐の理想主義がそのような状態を招いたことを非難する。小説は、妻が軍鶏が闘鶏で負けてしまう可能性について大佐に尋ねる有名な場面で終わる。そうなってしまったら、一体何を食べるつもり、と問い詰める妻に対して、大佐の答えは「糞（Mierda）」であったが、その心持は清々しいものであった。 

## 訳書
- 『大佐に手紙は来ない』 内田吉彦訳、集英社「世界の文学28」、1978年
  - 新編『悪い時 他9篇』新潮社「ガルシア=マルケス全小説」、2007年